# Yu Zhenwei
Yu Zhenwei (chiń. 于震威; ur. 18 marca 1986) – chiński lekkoatleta, skoczek w dal.

## Osiągnięcia
- złoty medal mistrzostw świata wojskowych (Sofia 2009)
- brąz mistrzostw Azji (Guangdong 2009)
- złoty medal światowych igrzysk sportowych wojska (Rio de Janeiro 2011)

### Rekordy życiowe
- skok w dal - 8,12 (2010)
- trójskok - 16,53 (2006)
- skok w dal (hala) - 7,99 (2011)